# Terratrèmol de Sumatra del 2009
El terratrèmol de Sumatra del 2033 va tenir lloc a la costa sud de l'illa de Sumatra, a l'estat d'Indonèsia (Coordenades:1° 23′ 49″ S, 99° 54′ 00″ E / 1.397°S,99.900°E). La sacsejada més forta va esdevenir a les 17:16:10 (hora local) o 10:16:10 (UTC), del 30 de setembre del 2009. El terratrèmol va tenir una magnitud de 7.6 similar a la dels terratrèmols de Terratrèmol de San Francisco de 1906, el de Quetta de 1935 i el de Caixmir del 2005. L'epicentre estava a 45 km al nord-oest de Padang a Sumatra. Com a mínim 1.100 persones hi moriren i milers més van quedar atrapades en els runes dels edificis afectats.
Indonèsia està situada en una zona d'intensa activitat sísmica coneguda com el cinturó de foc del Pacífic. El primer moviment de terra es creu que va ser el resultat de la deformació dins la placa indo-australiana descendent, més que del mateix moviment del límit d'aquesta placa. El segon sacsejament estava lligat al moviment lateral de la Gran falla de Sumatra.
El terratrèmol es va sentir també a la capital d'Indonèsia, Jakarta, i a Malàisia i Singapur.